# Františka Xavera Běhálková
Františka Terezie Emerencie Xavera Běhálková (23. října 1853 Tovačov – 28. dubna 1907 Tovačov) byla industriální učitelka, národopisná pracovnice a sběratelka, která působila v regionu Haná. Shromáždila velkou sbírku hanáckého lidového umění, včetně písní, tanců, výšivek, krojů a keramiky. Zaznamenávala také lidové zvyky a sbírala dokumenty o hanáckých obydlích. Založila národopisnou skupinu v Tovačově, která nacvičovala hanácké tance a scénicky zpracovala výroční a rodinné zvyky. Spolupracovala s Vlasteneckým spolkem muzejním v Olomouci. Spolu s Leošem Janáčkem a Lucií Bakešovou je autorkou publikace Národní tance na Moravě. Na její národopisný odkaz v navázaly v 50. letech 20. století soubory Hanák a Hanáček a od roku 1995 soubor Hatě.